# Episodi di What We Do in the Shadows (terza stagione)
La terza stagione della serie TV What We Do in the Shadows viene trasmessa negli Stati Uniti sul canale FX a partire dal 2 settembre 2021. In Italia è stata resa disponibile su Disney+ a partire dal 16 febbraio 2022.
| n. | Titolo originale          | Titolo italiano                | Prima TV originale | Prima TV Italia  |
| -- | ------------------------- | ------------------------------ | ------------------ | ---------------- |
| 1  | The Prisoner              | Il prigioniero                 | 2 settembre 2021   | 16 febbraio 2022 |
| 2  | The Cloack of Duplication | Il mantello della duplicazione | 2 settembre 2021   | 23 febbraio 2022 |
| 3  | Gail                      | Vampiri vs Lupi Mannari        | 9 settembre 2021   | 2 marzo 2022     |
| 4  | The Casino                | Il casinò                      | 16 settembre 2021  | 9 marzo 2022     |
| 5  | The Chamber of Judgement  | La sala del giudizio           | 23 settembre 2021  | 16 marzo 2022    |
| 6  | The Escape                | La grande fuga                 | 30 settembre 2021  | 23 marzo 2022    |
| 7  | The Siren                 | La sirena                      | 7 ottobre 2021     | 30 marzo 2022    |
| 8  | The Wellness Center       | Il centro benessere            | 14 ottobre 2021    | 6 aprile 2022    |
| 9  | A Farewell                | Addio                          | 21 ottobre 2021    | 13 aprile 2022   |
| 10 | The Portrait              | Il ritratto                    | 28 ottobre 2021    | 20 aprile 2022   |